# ビーバー (アラスカ州)
ビーバー（英語: Beaver、コユコン語: Ts’aahudaaneekk’onh Denh）とは、アメリカ合衆国、アラスカ州にある村・国勢調査指定地域である。
フォートユーコンの西、アラスカ州の中央部の森林地帯のユーコン川の岸沿いに位置する。面積は54.5平方キロメートル、人口は48人（2020年国勢調査）。村民は主にイヌピアット・エスキモーとグウィッチン、コユクックなどのアサバスカ語族系のネイティブ・アメリカンがほとんどで、ポトラッチと呼ばれる儀式も行われている。小型機が着陸出来るよう滑走路が敷かれている。他、1928年に建てたクルイックシャンクスクールという学校などがある。交易所や教会、1913年に作られた郵便局があり、教会の隣は墓地になっており、村の創設者フランク安田、ネビロ夫妻の墓もある。村民は主に自給自足で暮らしており、ムースやサーモンなどを獲っている。連邦政府が認めたビーバー村のネイティブアメリカンのコミュニティとしてビーバービレッジ会議がある。
アラスカ州のゴールドラッシュ時の1907年、日本人フランク安田とイヌピアック・エスキモーの妻ネビロと2名のエスキモーは鉱山師トマス・カーターと共に、金鉱を探しにバローから出発した。一行はワイズマンに行き、その後、フランク安田とネビロの2人はシャンダラー地域に行き、シャンダラー川で金を発見する。金の発見後、フランク安田はカーターに報告し、カーターはシャンダラー地域で金の取引ポストを始める。フランク安田は麻疹や天然痘などで壊滅的打撃を受けたポイント・バロー（バロー岬）のイヌピアック・エスキモーが安住して暮らせる場所を探していた。カーターからユーコン川付近にはムースなど動物がいて狩猟も出来るし、シャンダラー金鉱の交通地点として良いと言われ、ユーコン川沿いにエスキモーの彼らのために村を作ろうと決める。友人のジョージ大島からユーコン川にはビーバーが生息していると聞き、フランク安田は村を作る際に、そのままビーバーと命名した。ビーバーが位置する場所にはエスキモーと対立する、アサバスカ語族のインディアンの居住地の近くだったため、フランク安田は、アサバスカ・インディアンと生活した事があり、アサバスカ語も話せるジョージ大島を通訳に、アサバスカ語族の首長と交渉に当たった。交渉に成功した後の1911年フランク安田はポイント・バローに戻り、妻のネビローやフランク安田夫妻に同調した数百人のエスキモー一団を連れ、ブルックス山脈を越え、ユーコン川沿いの村となるビーバーの場所に辿り着いた。フランク安田はその活躍から「ジャパニーズモーゼ」あるいは「アラスカのサンタクロース」などとも呼ばれた。辿り着いたエスキモー達はフランク安田が建てて置いた丸太小屋の家に落ち着いた。ビーバー村はカーターが経営するシャンダラー鉱山の交通拠点として川船に薪を供給し、エスキモーとインディアンの毛皮の取引した。1913年に郵便局が設立され、1920年代初期に第2の取引ポスト場が開かれた。1928年にフランク安田により学校が作られ、滑走路は1930年代に敷設された。エスキモーの他、インディアンや白人が入り込み、村はビーバーの毛皮取引で村は栄え、人口も300人を一時越えたが、村の存在に欠かせない存在であるフランク安田が1942年に日系人捕虜強制収容に収容するため連行されると、ビーバー村の人口は若者を中心に激減し村は寂れていった。1950年代から1970年代の人口は比較的安定していた。1974年に、村民が家畜の株式を持ち、ビーバービレッジ議会は地元の店を購入し、協同組合が発足した。